# Musée Taras-Chevtchenko
Le musée Taras-Chevtchenko (ukrainien : Канівський музей Тараса Шевченка, russe : Музей Т. Г. Шевченко (Канев)) est un des musées consacrés au poète Taras Chevtchenko situé à Kaniv en Ukraine.

## Histoire et expositions
Le musée a été fondé dans la réserve nationale de Chevtchenko en 1939. Le bâtiment, construit entre 1935 et 1937 par Vassyl Krychevsky est classé.

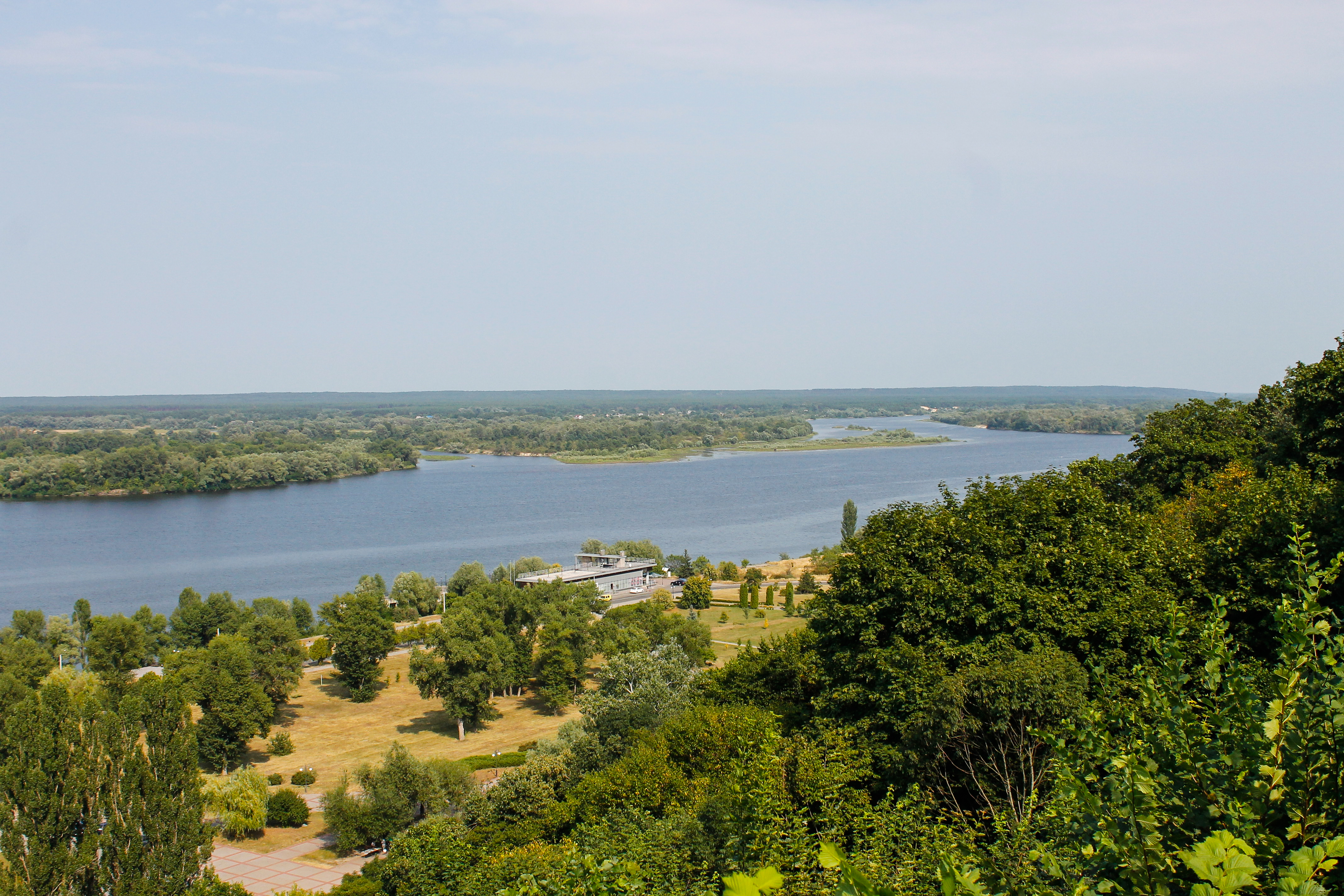
Le musée dans son contexte.

Il présente plus de 20 000 objets du poète, livres rares, dessins et de son époque.

## Quelques images

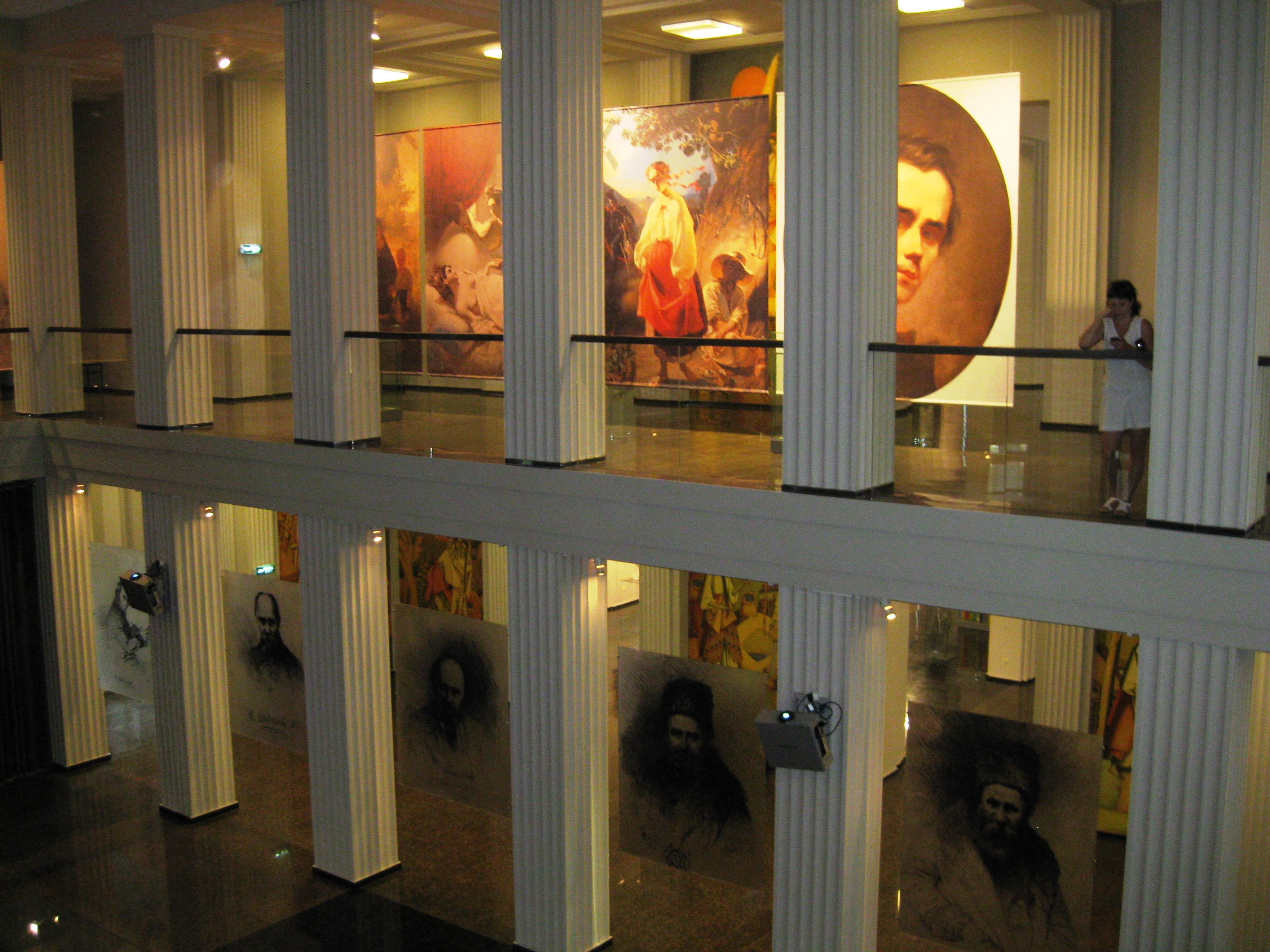
Une salle.
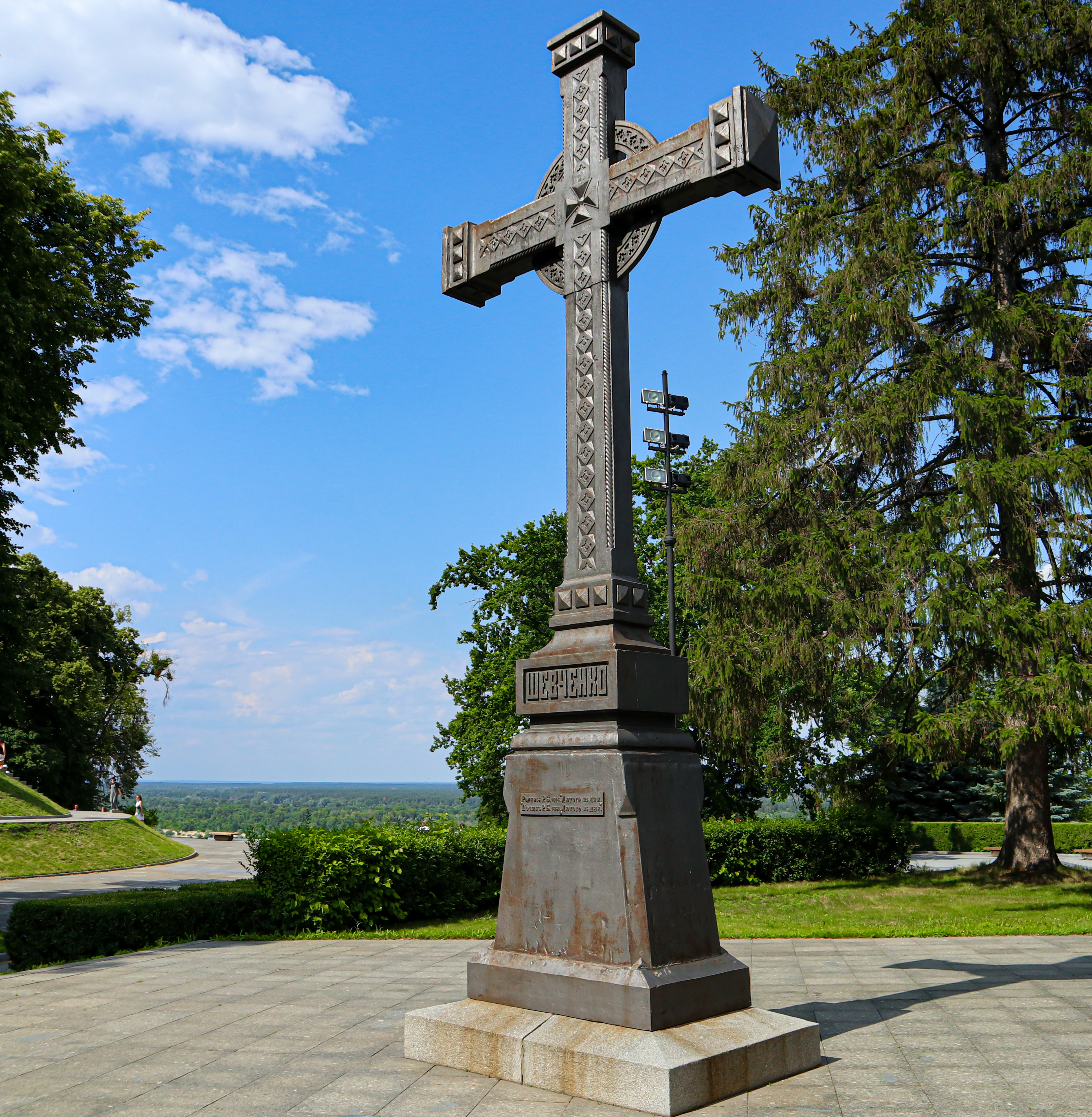
Croix à l'extérieur.
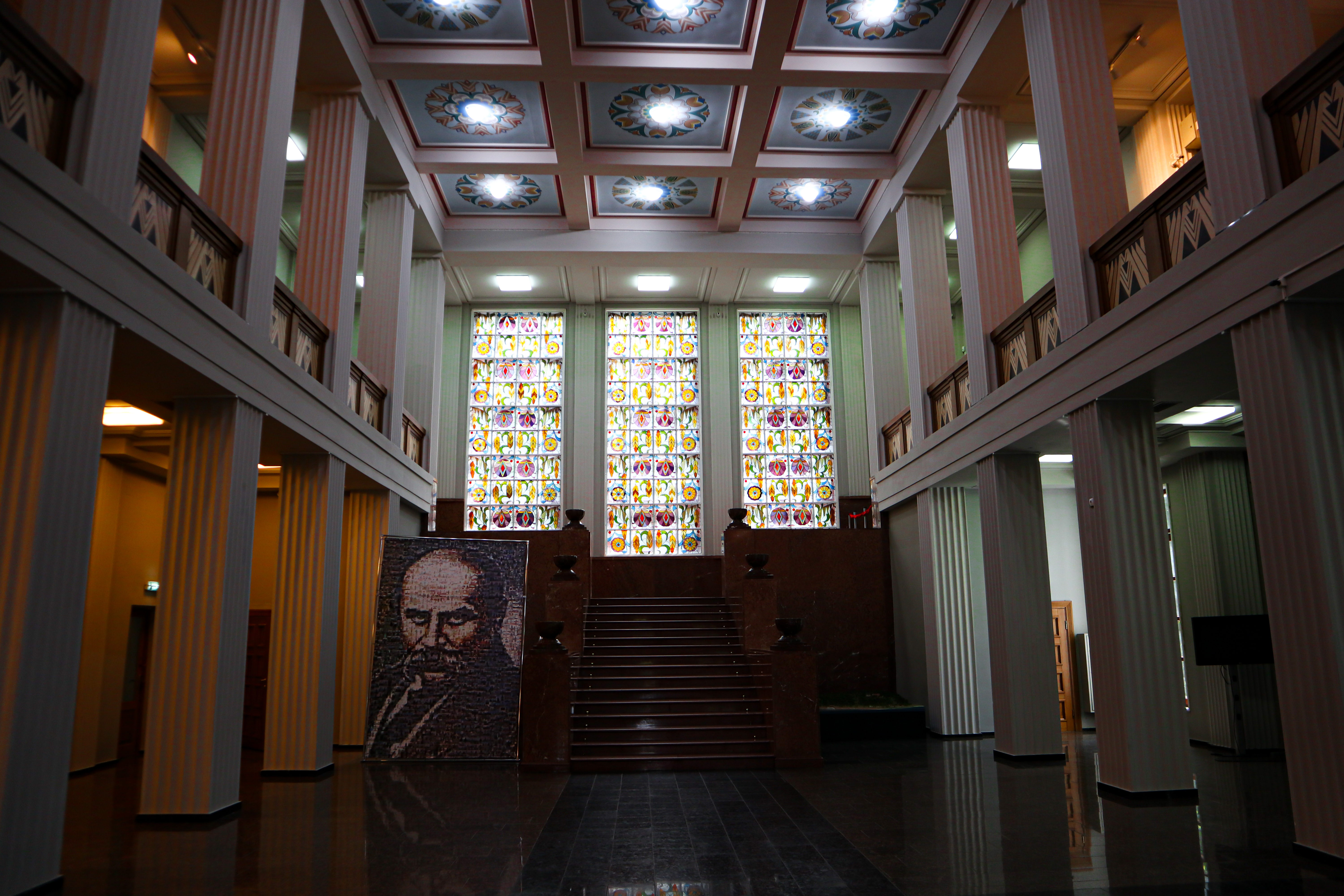
Intérieur.
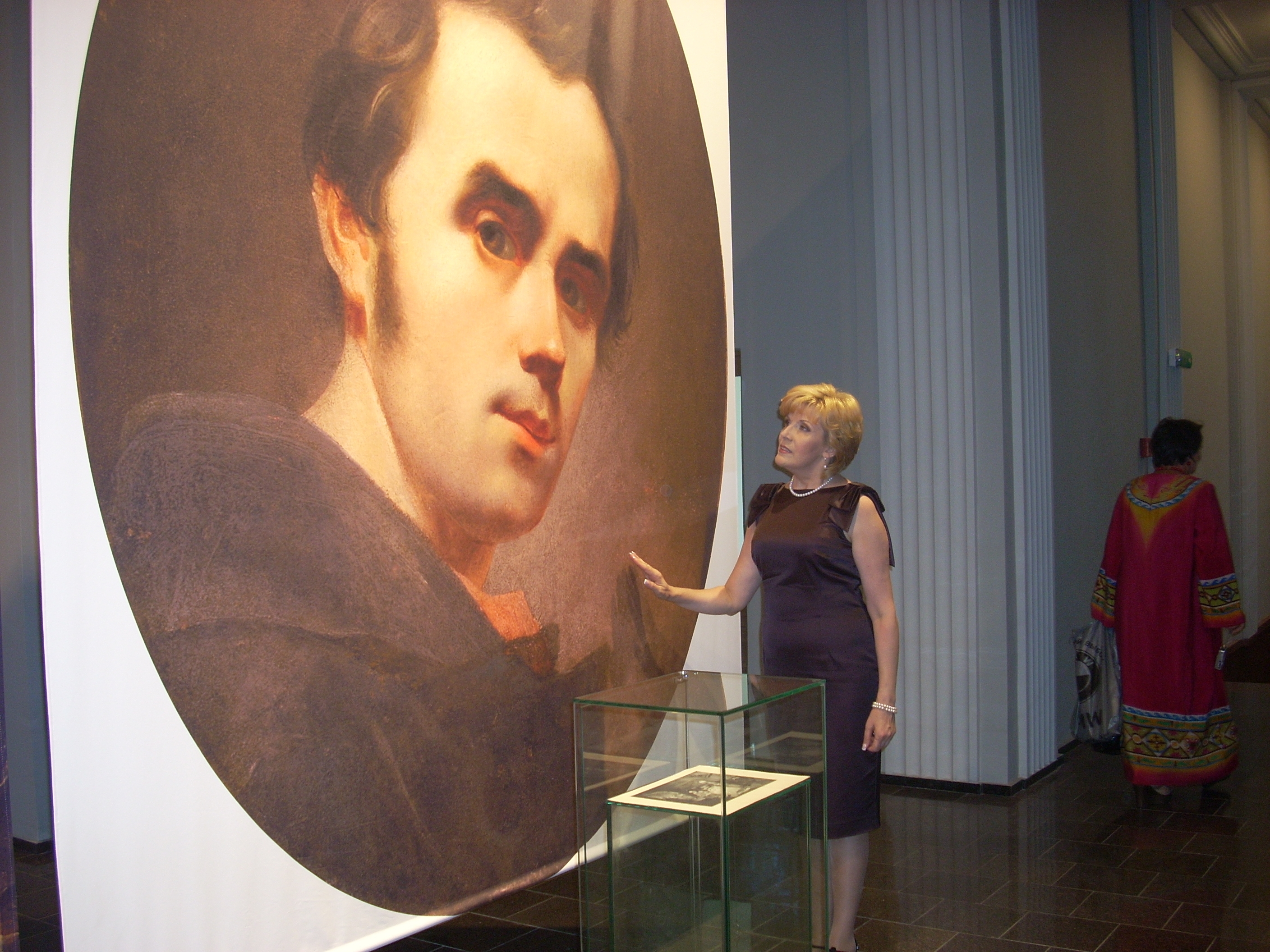
Portrait de Chevtchenko.